# 斯拉沃柳布·穆斯林
斯拉夫·穆斯林（1953年6月15日—）出生於南斯拉夫屬地塞爾維亞的貝爾格萊德。是塞爾維亞領隊和前球員。1988年展開領隊生涯，曾在法國、摩洛哥、塞黑、保加利亞、烏克蘭、比利時和俄羅斯的球會任教。
另外，穆斯林在球員時期是一名後衛，曾在紅星和里爾效力。